# Маріо Гаспар
Маріо Гаспар Перес Мартінес (ісп. Mario Gaspar Pérez Martínez, нар. 24 листопада 1990, Новелда, Іспанія) — іспанський футболіст, захисник національної збірної Іспанії та клубу «Ельче».

## Клубна кар'єра
Вихованець футбольної школи клубу «Вільярреал». У дорослому футболі дебютував 2007 року виступами за третю команду цього клубу, в якій провів один сезон, взявши участь у 15 матчах чемпіонату. Паралельно почав залучатися до складу другої команди «Вільярреала», в якій протяом 2007-2009 років був основним гравцем захисту.
З 2009 року грає за головну команду «Вільярреала».

## Виступи за збірні
2008 року дебютував у складі юнацької збірної Іспанії, взяв участь у 13 іграх на юнацькому рівні, відзначившись 2 забитими голами.
2011 року залучався до складу молодіжної збірної Іспанії. На молодіжному рівні зіграв у 2 офіційних матчах.
12 жовтня 2015 року у матчі кваліфікаційного раунду до Євро-2016 проти України дебютував в офіційних матчах у складі національної збірної Іспанії, забивши єдиний гол у матчі.

## Статистика виступів

### Статистика клубних виступів
| Сезон                  | Команда                | Чемпіонат              | Чемпіонат | Чемпіонат | Національний кубок | Національний кубок | Національний кубок | Континентальні кубки | Континентальні кубки | Континентальні кубки | Інші змагання | Інші змагання | Інші змагання | Усього | Усього |
| Сезон                  | Команда                | Ліга                   | Ігор      | Голів     | Ліга               | Ігор               | Голів              | Ліга                 | Ігор                 | Голів                | Ліга          | Ігор          | Голів         | Ігор   | Голів  |
| ---------------------- | ---------------------- | ---------------------- | --------- | --------- | ------------------ | ------------------ | ------------------ | -------------------- | -------------------- | -------------------- | ------------- | ------------- | ------------- | ------ | ------ |
| 2007-08                | «Вільярреал B»         | СД                     | 9         | 0         |                    |                    |                    |                      |                      |                      |               |               |               | 9      | 0      |
| 2008-09                | «Вільярреал B»         | СД                     | 31        | 0         |                    |                    |                    |                      |                      |                      |               |               |               | 31     | 0      |
| 2008-09                | «Вільярреал»           | ПД                     | 1         | 0         | КІ                 | —                  | —                  | ЛЧ                   | —                    | —                    | —             | —             | —             | 1      | 0      |
| 2009-10                | «Вільярреал B»         | СД                     | 31        | 0         |                    |                    |                    |                      |                      |                      |               |               |               | 31     | 0      |
| 2010-11                | «Вільярреал»           | ПД                     | 11        | 0         | КІ                 | 5                  | 0                  | ЛЄ                   | 5                    | 0                    | —             | —             | —             | 21     | 0      |
| Усього за «Вільярреал» | Усього за «Вільярреал» | Усього за «Вільярреал» | 12        | 0         |                    | 5                  | 0                  |                      | —                    | —                    |               |               |               | 17     | 0      |
| Усього за кар'єру      | Усього за кар'єру      | Усього за кар'єру      | 83        | 0         |                    | 5                  | 0                  |                      | 5                    | 0                    |               |               |               | 93     | 0      |

## Досягнення
«Вільярреал»
- Володар Ліги Європи УЄФА: 2020-21